# Aron Schmidhuber
Aron Schmidhuber (* 28. Februar 1947 in Ottobrunn) ist ein ehemaliger deutscher Fußballschiedsrichter.

## Karriere
Schmidhuber leitete insgesamt 143 Spiele der Fußball-Bundesliga und als FIFA-Schiedsrichter 26 A-Länderspiele. Bei der Weltmeisterschaft 1990 in Italien kam er in zwei Partien zum Einsatz (England – Irland 1:1, Spanien – Jugoslawien 1:2 n. V.), bei der Europameisterschaft 1992 in Schweden leitete er die Begegnung Schweden gegen Dänemark. Schmidhuber durfte bei diesen Turnieren keine weiteren Spiele leiten, da die deutsche Nationalmannschaft jeweils ins Endspiel kam und man daher auf deutsche Schiedsrichter in der K.-o.-Runde verzichtete. Zudem fungierte Schmidhuber in jeweils einem Spiel der WM 1990 und der EM 1988 als Linienrichter.
Schmidhuber leitete über hundert internationale Spiele, darunter das Endspiel im Europapokal der Landesmeister 1991/92 zwischen dem FC Barcelona und Sampdoria Genua im Wembleystadion in London, das UEFA-Pokal-Endspiel 1990 Juventus Turin gegen AC Florenz und das UEFA-Super-Cup-Endspiel FC Porto gegen Ajax Amsterdam 1987.
In den Jahren 1987, 1991 und 1992 wurde er in der deutschen Bundesliga „Schiedsrichter des Jahres“. 1992 wurde Schmidhuber durch die International Federation of Football History & Statistics zum Weltschiedsrichter gekürt.
Nach seiner aktiven Zeit war Schmidhuber bis 2016 für die UEFA als Schiedsrichterbeobachter in der Champions League und der Europa League tätig.